# يان موس
يان موس (بالإنجليزية: Ian Moss)‏ هو لاعب دارت بريطاني، ولد في 3 أبريل 1963 في سويندون في المملكة المتحدة.

## وصلات خارجية
- يان موس على موقع DartsDatabase.co.uk (الإنجليزية)